# 152 a. C.
El año 152 a. C. fue un año del calendario romano prejuliano. En el Imperio romano, fue conocido como el año 602 Ab Urbe condita.

## Acontecimientos
- Hispania: M. Claudio Marcelo, cónsul de la Hispania Citerior; M. Atilio, pretor de la Hispania Ulterior. Ocilis y Nertobriga se rinden ante el cónsul Marcelo.[1]
- Pacto entre cónsul Marco Claudio Marcelo y la tribus celtíberas, fin de la segunda guerra celtíbera.